# Susanna Hall
Susanna Hall, z domu Shakespeare (ochrzczona 26 maja 1583, zm. 1649) – najstarsza córka Williama Shakespeare’a i Anne Hathaway.

## Życiorys
Urodziła się zaledwie sześć miesięcy po małżeństwie rodziców; prawdopodobnie fakt, iż jej matka była w ciąży, spowodował, że Szekspir w wieku 18 lat poślubił o 8 lat starszą Annę. Jej chrzest odbył się w kolegiacie Świętej Trójcy w Stratford-upon-Avon, w mieście tym także się wychowywała. Badacze przypuszczają, że w jakimś stopniu potrafiła czytać i pisać.
Susanna została zaręczona z dr Johnem Hallem, kiedy miała 24 lata. Hall posiadał w Stratford własny budynek, gdzie udzielał konsultacji medycznych. Był już w tym czasie znanym i szanowanym obywatelem miasta. Wzięli ślub 5 czerwca 1607, w 1608 roku urodziła się ich córka, Elizabeth. Nie mieli innych dzieci, była to też jedyna wnuczka, jaką znał Shakespeare; dzieci Judith, młodszej siostry Susanny, urodziły się już po jego śmierci.
Susanna, podobnie jak wcześniej jej dziad, była karana grzywną jako "rekuzantka" za trwanie przy zakazanym w Anglii katolicyzmie (sam William Szekspir był włacicielem Blackfriars Gatehouse, miejsca tajnych spotkań i ukrywania się katolików). Kiedy w 1616 roku poeta ze Stratford zmarł, w spadku prawie cały swój majątek zostawił Susannie, łącznie z posiadłością New Place.
Susanna umarła w wieku 66 lat; jest pochowana w kolegiacie Świętej Trójcy, obok swoich rodziców.